# خف السيدة المنقط
خف السيدة المنقط أو خف سيدة ألاسكي (الاسم العلمي: Cypripedium guttatum)، هو نوع من فصيلة السحلبية يوجد في ثلاث قارات. 
```
مواطنها في 
روسيا البيضاء
 
وروسيا
 (
روسيا الأوروبية
 
وسيبيريا
 
والشرق الأقصى الروسي
) وكذلك 
الصين
 (
خبي
 
وهيلونغجيانغ
 
وجيلين
 
ولياونينغ
 
ومنغوليا الداخلية
 
ونينغشيا
 
وشنشي
 
وشاندونغ
 
وشانشي
 
وسيشوان
 
والتبت
 
ويوننان
) 
وكوريا
 
ومنغوليا
 
وبوتان
 
وألاسكا
 (بما في ذلك 
جزر ألوتيان
) وشمال 
كندا
 (
يوكون
 
والأقاليم الشمالية الغربية
).
[
4
]
[
5
]
[
6
]
[
7
]
```